# Nicolas Rusca
Nicolas Rusca (en italien : Nicolò Rusca), né le 20 avril 1563 à Bedano, mort 4 septembre 1618 à Thusis, est un prêtre catholique suisse, mort torturé par un tribunal populaire protestant. Il est vénéré comme bienheureux et martyr par l'Église catholique.

## Biographie
Nicolas Rusca est né le 20 avril 1563 à Bedano, près de Lugano, en Suisse, au sein d'une famille noble d'origine de Côme, en Italie.
Après son éducation élémentaire, il continue ses études d'abord à Rome, puis au séminaire de Milan, durant sept ans. Entré au séminaire, il est ordonné prêtre en 1587. Il obtient son doctorat de théologie en 1591 à l'Université de Pavie.
Après diverses activités pastorales, il devient archiprêtre de Sondrio. Don Rusca est connu pour avoir joué un rôle actif dans la Contre-Réforme. Actif dans sa paroisse, il mena une pastorale dans le but de maintenir la foi catholique dans le diocèse de Coire. En 1617, il est arrêté par les autorités grisonnes. L'année suivante, il est torturé et meurt des suites de ses blessures le 4 septembre 1618.

## Béatification
- 1934 : ouverture de la cause en béatification
- 19 décembre 2011 : le pape Benoît XVI le déclare vénérable et martyr.
- Sa béatification est célébrée le 21 avril 2013, au cours du 450e anniversaire de la naissance du bienheureux. Elle est présidée sur la Place Garibaldi à Sondrio par le cardinal Angelo Amato.

Le bienheureux Nicolas Rusca est fêté le 4 septembre.